# لوسي غيورين
لوسي غيورين (بالإنجليزية: Lucy Guerin)‏ هي مصممة رقص أسترالية، ولدت في 1961 في أديلايد في أستراليا.